# Mary Lawson
Mary Lawson (Sarnia, 1946) è una scrittrice canadese.

## Biografia
Nata a Blackwel (l'odierna Sarnia) nel 1946, vive e lavora vicino a Kingston upon Thames.
Dopo la laurea in psicologia alla Università McGill, nel 1968 si è trasferita in Gran Bretagna dove si è sposata e ha avuto due figli.
Ha esordito nella narrativa nel 2003, a 55 anni, con il romanzo Il sentiero per Crow Lake ottenendo il McKitterick Prize e il Books in Canada First Novel Award.
Lontana parente della scrittrice Lucy Maud Montgomery, in seguito ha dato alle stampe altri due romanzi andando a formare una trilogia.

## Opere principali

### Romanzi
- Il sentiero per Crow Lake (Crow Lake), Milano, Frassinelli, 2002 traduzione di Stefania Bertola ISBN 88-7684-688-3.
- Oltre il ponte (The Other Side of the Bridge, 2006), Milano, Frassinelli, 2007 traduzione di Marcella Maffi ISBN 978-88-7684-965-7.
- Distante come l'oceano (Road Ends, 2013), Milano, Frassinelli, 2014 traduzione di Ada Arduini ISBN 978-88-200-5612-4.
- A Town Called Solace (2021)

## Riconoscimenti
- McKitterick Prize: 2003 per Il sentiero per Crow Lake
- Books in Canada First Novel Award: 2003 per Il sentiero per Crow Lake
- Evergreen Award: 2005 per Il sentiero per Crow Lake